# Curtiss B-2 Condor
El Curtiss B-2 Condor fue un avión bombardero estadounidense de los años 20 del siglo XX. Era un descendiente del Martin NBS-1, que fue construido por la Curtiss Aeroplane and Motor Company para la Glenn L. Martin Company. Había pocas diferencias, como materiales más fuertes y motores diferentes, pero eran relativamente menores.

## Desarrollo
El B-2 era un gran avión biplano recubierto de tela. Sus dos motores estaban montados en góndolas entre las alas, a los lados del fuselaje. Tenía un juego gemelo de timones en una cola doble, una configuración que se había vuelto obsoleta por la época. En la parte trasera de cada góndola había un puesto de artillero. En aviones precedentes, los artilleros que miraban hacia atrás habían estado en el fuselaje, pero su visibilidad estaba impedida. Una disposición similar (usando plataformas armadas montadas en las góndolas) fue adoptada en el avión competidor Keystone XB-1. 
El XB-2 compitió por un contrato de producción del Cuerpo Aéreo del Ejército de los Estados Unidos, contra los similares Keystone XB-1, Sikorsky S-37, y Fokker XLB-2. Los otros tres fueron inmediatamente descartados, pero la comisión del Ejército designada para conceder los contratos apoyaba fuertemente al más pequeño Keystone XLB-6, que costaba un tercio de un B-2. Además, el B-2 era grande para su época y era difícil acomodarlo en los hangares existentes. Sin embargo, las superiores prestaciones del XB-2 pronto forjaron un cambio de política, y en 1928 se ordenó una tirada de producción de 12 unidades.
Un B-2 modificado, denominado B-2A, presentaba controles dobles para el piloto y el copiloto. Previamente, el timón de control y los controles de guiñada sólo podían ser manejados por una persona a la vez. Esta disposición de "control dual" se convertiría en estándar en todos los bombardero de los años 30. No hubo una línea de producción para el B-2A. El diseño del B-2 también se usó como transporte.
El B-2 se volvió obsoleto rápidamente debido a los avances tecnológicos de los años 30, y sirvió brevemente con el Cuerpo Aéreo del Ejército, siendo retirado del servicio en 1934. Después de la producción del B-2, Curtiss Aircraft abandonó el negocio de los bombarderos, y se concentró en la serie Hawk de aviones de persecución en los años 30.

## Variantes
Model 52
Designación de la compañía para el B-2.
XB-2
Prototipo, uno construido (matrícula 26-211).
B-2
Biplano bombardero pesado de dos motores. Versión de producción inicial, 12 construidos (matrículas 28-398/399, 29-28/37).
B-2A
Redesignación de un B-2 equipado con controles dobles (matrícula 29-30).
Model 53 Condor 18
Versión civil del B-2. Seis construidos.

## Operadores
Estados Unidos
- Cuerpo Aéreo del Ejército de los Estados Unidos
  - 7th Bombardment Group, Rockwell Field, California.
    - 11th Bomb Squadron, operado en 1928-1931.

## Especificaciones
Referencia datos: Curtiss Aircraft 1907–1947

### Características generales
- Tripulación: Cinco
- Longitud: 14,4 m (47,3 ft)
- Envergadura: 27,4 m (90 ft)
- Altura: 5 m (16,5 ft)
- Superficie alar: 139 m² (1496,2 ft²)
- Peso vacío: 4218 kg (9296,5 lb)
- Peso cargado: 7526 kg (16 587,3 lb)
- Planta motriz: 2× motor lineal V-12 refrigerado por líquido Curtiss V-1570-7 "Conqueror".
  - Potencia: 450 kW (620 HP; 612 CV) cada uno.

### Rendimiento
- Velocidad máxima operativa (Vno): 212 km/h (132 MPH; 114 kt)
- Velocidad crucero (Vc): 169,8 km/h (106 MPH; 92 kt)
- Alcance: 1296 km (700 nmi; 805 mi)
- Techo de vuelo: 5212 m (17 100 ft)
- Régimen de ascenso: 4,3 m/s (846 ft/min)

### Armamento
- Ametralladoras: 

  - 6x Lewis de 7,62 mm
- Bombas: 1138 kg

## Aeronaves relacionadas

### Desarrollos relacionados
- Martin NBS-1

### Aeronaves similares
- Fokker XLB-2
- Huff-Daland XB-1
- Huff-Daland XHB-1
- Keystone LB-7
- Sikorsky S-37

### Secuencias de designación
- Secuencia Numérica (interna de Curtiss): ← 49 - 50 - 51 - 52 - 53 - 54 - 55 - 56 →
- Secuencia B-_ (Bombarderos Medios del USAAC, 1924-1926): B-1 - B-2
- Secuencia B-_ (Bombarderos del USAAC/USAAF/USAF, 1926-1962): B-1 - B-2 - B-3 - B-4 - B-5 →